# Philodromus vulgaris
Philodromus vulgaris es una especie de araña cangrejo del género Philodromus, familia Philodromidae. Fue descrita científicamente por Hentz en 1847.

## Distribución
Esta especie se encuentra en Canadá y los Estados Unidos.